# Requiem (Berlioz)
A Grande Missa dos Mortos (em francês:  Grande Messe des Morts), ou Requiem, Op. 5, é uma composição musical de Hector Berlioz de 1837. A Grande Messe des Morts é uma das obras mais conhecidas de Berlioz, com uma soberba orquestração de instrumentos de sopro e metais, incluindo quatro conjuntos de metais antifonários de fora do palco. A obra deriva o seu texto da tradicional Missa de Requiem Latina. Tem uma duração de aproximadamente noventa minutos, embora haja gravações mais rápidas de menos de setenta e cinco minutos.
A obra foi escrita para uma enorme orquestra e coro. Na sua primeira apresentação, havia no total 400 cantores e músicos juntos, incluindo 20 instrumentos de sopro, 12 trompas, mais de 100 cordas e 4 conjuntos de metais posicionados nos quatro cantos do palco do concerto.
O Requiem de Berlioz é talvez um dos menos religiosos já escritos. O próprio Berlioz não era um homem profundamente religioso. O Requiem é uma obra religiosa, mas não expressa nenhuma fé pessoal profunda do próprio Berlioz. A obra tem por base o texto latino para a Missa dos Mortos, mas Berlioz foi muito liberal com o texto original quando compôs o Requiem ao incluir discricionariamente texto em vários movimentos para atender à necessidade dramática da música.
Mas o Requiem aparentemente ocupava um lugar especial no coração de Berlioz. No final da sua vida, Berlioz escreveu a um amigo: "Se eu fosse ameaçado com a destruição de todas as minhas obras excepto uma, eu deveria pedir misericórdia pela Messe des Morts".

## História
In 1837, Adrien de Gasparin, o Ministro do Interior da França, encomendou a Berlioz a composição de uma Missa de Requiem para celebrar a memória dos soldados mortos na Revolução de Julho de 1830. Berlioz aceitou o pedido, tendo já antes querido compor uma  imponente obra orquestral.
A estreia não ocorreu na cerimónia de memória dos soldados que morreram na Revolução de 1830, tendo sido adiada e ocorrido na cerimónia de memória da morte do General Damremont e os soldados mortos no Cerco de Constantina (Argélia), nos Les Invalides, em 5 de Dezembro de 1837, tendo por maestro François Antoine Habeneck.
Nas suas Mémoires autobiográficas, Berlioz afirmou que Habeneck colocou seu bastão durante a dramática Tuba mirum (parte do movimento Dies irae) enquanto ele tomava uma pitada de rapé, incitando o compositor a subir ao pódio para conduzir o resto da obra, evitando assim o desastre do espectáculo. A estreia foi um sucesso completo.
Berlioz reviu a obra duas vezes em sua vida, primeiro em 1852, fazendo a revisão final em 1867, apenas dois anos antes de sua morte.

## Estrutura
O Requiem de Berlioz's tem dez movimentos, tendo a seguinte estrutura:
Intróito
1. Requiem aeternam & Kyrie: Introitus
Sequentia
2. Dies irae: Prosa, Tuba mirum
3. Quid sum miser
4. Rex tremendae
5. Quaerens me
6. Lacrimosa
Ofertório
7. Domine Jesu Christe
8. Hostias
9. Sanctus
10. Agnus Dei

## Instrumentação
O Requiem está definido para uma orquestra muito grande, incluindo quatro coros de metais nos cantos do palco, e o coro vocal:
| Madeiras 4 flautas 2 oboés 2 cornes ingleses 4 clarinetes em Si bemol 8 Fagotes Metais 12 Trompas (4 partes + 2 extra in Mvt. 2, in D, E, A, e C) 4 Cornetas in Si bemol 4 Tubas Percussão 16 tímpanos (6 pares, 4 sigulares) 2 Bomboss 10 pares de Pratos 4 Gongos | 4 coros de metais Orquestra 1 no Norte 4 cornetas 4 trombones 2 tubas Orquestra 2 no Leste 4 trompetes (in E) 4 trombones Orquestra 3 no Oeste 4 trompetes (in D) 4 trombones Orquestra 4 no Sul 4 trompetes (in C) 4 trombones 4 Oficleides (usualmente substituídos por tubas) | Vozes Coro: 80 sopranos e altos (a exacta proporção não foi especificada) 60 tenors 70 Baixos Tenor solo Cordas 25 violinos I 25 violinos II 20 violas 20 violoncelos 18 Contrabaixos |  |

Quanto ao número de cantores e cordas, Berlioz indicou na partitura que "o número [de artistas] indicado é apenas relativo. Se o espaço permitir, o coro pode ser dobrado ou triplicado e a orquestra ser proporcionalmente aumentada. Mas no caso de um coro excepcionalmente grande, digamos de 700 a 800 vozes, a totalidade do coro só deve ser usado para o Dies irae, o Tuba mirum, e o Lacrimosa, sendo os restantes movimentos restringidos a 400 vozes."
A obra estreou com mais de quatrocentos artistas.

## Análise
Primeiro movimento
O Requiem abre gravemente com os violinos, cornos, oboés e cornes ingleses entrando gradualmente antes dos coros. A música torna-se a seguir mais agitada e desesperada. O primeiro movimento contém as duas primeiras secções da Missa de Requiem (Introito e Kyrie).
Segundo movimento
A Sequência começa no segundo movimento com o Dies iræ, que descreve o Juízo Final. Os quatro conjuntos de metais colocados nos cantos do palco aparecem nesse movimento um a um; eles são acompanhados por 16 tímpanos, 2 bombos e 4 gongos. O crescimento do som é seguida pela entrada dos refrões. Os instrumentos de sopro e as cordas terminam o movimento.
Terceiro movimento
O terceiro movimento, Quid sum miser, é curto e descreve o que acontece após o julgamento final. A orquestra é reduzida a dois cornes ingleses, oito fagotes e aos violoncelos e contrabaixos.
Quarto movimento
O Rex tremendæ contém oposições contrastantes. O coro canta imediatamente com um ar suplicante, como se pedisse ajuda e majestosamente.
Quinto movimento
Quærens me é um movimento suave e calmo, inteiramente a cappella.
Sexto movimento
O Lacrimosa é em 9/8 e é considerado como o centro do Requiem. É o único movimento escrito em forma reconhecível de sonata, e é o último movimento expressando tristeza. O efeito dramático deste movimento é amplificado pela junção de muitos metais e instrumentos de percussão. Este movimento conclui a secção Sequentia da missa.
Sétimo movimento
Este movimento começa com o Ofertório. Domine Jesu Christe é baseado sobre um motivo de três notas: La, Si♭ e La. Este motivo cantado pelo coro se entrelaça com a melodia da orquestra. Dura cerca de dez minutos, quase até o final do movimento que termina calmamente. Robert Schumann ficou muito impressionado com as inovações deste movimento.
Oitavo movimento
A conclusão do Ofertório, Hostias, é curto e escrito para vozes masculinas, oito trombones, três flautas e cordas.
Nono movimento
O Sanctus é cantado por um tenor. As flautas tocam notas longas. As vozes femininas também cantam, talvez respondendo ao teor. As cordas graves e os pratos juntam-se a eles. Uma fuga cantada por todo o coro, acompanhada por toda a orquestra, termina o movimento. Na versão original, Berlioz usa 10 tenores para a parte solo.
Décimo movimento
O movimento final contem o Agnus Dei e a Comunhão da missa tocado por cordas e sopros. O movimento reutiliza as melodias e os efeitos dos movimentos anteriores.

## Gravações notáveis
| Maestro           | Orquestra e coro                                                                         | Tenor             | Gravado em                           | Data                 |
| ----------------- | ---------------------------------------------------------------------------------------- | ----------------- | ------------------------------------ | -------------------- |
| Jean Fournet      | Orquestra da Radio Paris e o Émile Passani Choir                                         | Georges Jouatte   | Igreja de Santo Eustáquio (Paris)    | Setembro 1943        |
| Hermann Scherchen | Chœurs de la RTF et Orchestre du Théâtre national de l'Opéra de Paris                    | Jean Giraudeau    | Saint-Louis des Invalides, Paris     | Abril 1958           |
| Charles Munch     | Orquestra Sinfônica de Boston, New England Conservatory Chorus                           | Léopold Simoneau  | Symphony Hall, Boston                | Abril 26 & 27, 1959  |
| Thomas Beecham    | Royal Philharmonic Orchestra, Royal Philharmonic Chorus                                  | Richard Lewis     |                                      | Dezembro 1959        |
| Eugene Ormandy    | Philadelphia Orchestra, Temple University Choir                                          | Cesare Valletti   | Philadelphia                         | Abril 1964           |
| Charles Munch     | Orquestra Sinfônica da Rádio Bávara, Bavarian Radio Choir                                | Peter Schreier    | Salão de Hércules, Munique           | Julho 1967           |
| Colin Davis       | London Symphony Orchestra, Coro da London Symphony                                       | Ronald Dowd       | Catedral de Westminster, Londres     | Novembro 1969        |
| Leonard Bernstein | Orchestre National de France and the Choeurs de Radio France                             | Stuart Burrows    | Saint-Louis des Invalides, Paris     | Setembro 1975        |
| André Previn      | London Philharmonic Orchestra, Coro da London Philharmonic                               | Robert Tear       |                                      | Abril 1980           |
| Robert Shaw       | Orquestra Sinfônica de Atlanta                                                           | John Aler         | Atlanta Symphony Hall                | Novembro 10–12, 1984 |
| James Levine      | Berliner Philharmoniker, Ernst Senff Chor                                                | Luciano Pavarotti | Jesus-Christus-Kirche, Berlin        | Junho 1989           |
| Seiji Ozawa       | Orquestra Sinfônica de Boston, Tanglewood Festival Chorus                                | Vinson Cole       |                                      | Outubro 1993         |
| Paul McCreesh     | Wroclaw Philharmonic Orchestra, Wroclaw Philharmonic Choir, Gabrieli Players and Consort | Robert Murray     | Igreja de S. Maria Madalena, Wrocław | Setembro 2010        |
| Colin Davis       | Orquestra Sinfônica de Londres, Coro da London Symphony, Coro da London Philharmonic     | Barry Banks       | Catedral de São Paulo (Londres)      | Junho 2012           |

## Leituras adicionais
- Frederick Niecks, "Berlioz's Messe des Morts and Its Performance in Glasgow". The Musical Times and Singing Class Circular 25, no. 493 (1 Marcço 1884): 129–31.